# Rockin’ Around the Christmas Tree
A Rockin’ Around the Christmas Tree Johnny Marks által szerzett dal, amit Brenda Lee adott elő, 1958-ban. Ezt követően sok más énekes is felvette a számot. A kislemez 50. évfordulójára Lee verziójából már 15 millió példány kelt el világszerte, minden idők negyedik legtöbb letöltéssel rendelkező karácsonyi dala.
2019-ben a Lee által felvett számot beiktatták a Grammy Hírességek Csarnokába. 2023 novemberében Lee kiadott egy videóklipet a dalhoz, ami decemberben megjelenése óta először elérte a Billboard Hot 100 élét, ezzel Lee harmadik listavezetője lett. 78 évesen Lee a legidősebb előadó lett, akinek zenéje elérte a lista csúcsát, majd egy héttel később, 79. születésnapja után ismét megdöntötte azt. A szám 65 évvel azt követően lett listavezető, hogy megjelent, ami rekordnak számít, illetve 63 évvel az után, hogy Lee legutóbb első helyezett dalt szerzett, szintén rekord.

## Számlista
A-oldal
- Rockin’ Around the Christmas Tree (Johnny Marks) – 2:02

B-oldal
- Papa Noël (Roy Botkin) – 2:25

## Közreműködők
- Brenda Lee – éneklés
- Hank Garland – gitár
- Harold Bradley – gitár
- Floyd Cramer – zongora
- Bob Moore – basszusgitár
- Buddy Harman – dobok
- Homer Randolph – szaxofon
- Anita Kerr Singers – háttérénekes

## Slágerlisták
| Slágerlista (1958–2024)                  | Legmagasabb pozíció |
| ---------------------------------------- | ------------------- |
| Ausztrália (ARIA)                        | 2                   |
| Ausztria (Ö3 Austria Top 40)             | 3                   |
| Csehország (Singles Digitál Top 100)     | 5                   |
| Dánia (Tracklisten)                      | 16                  |
| Dél-Afrika (RISA)                        | 47                  |
| Dél-Korea (Circle)                       | 167                 |
| Egyesült Arab Emírségek (IFPI)           | 3                   |
| Egyesült Királyság (UK Singles Chart)    | 4                   |
| Észtország (Eesti Ekspress)              | 19                  |
| Finnország (Singlet Top 20)              | 6                   |
| Franciaország (SNEP)                     | 4                   |
| Global 200 (Billboard)                   | 2                   |
| Görögország (IFPI)                       | 2                   |
| Hollandia (Single Top 100)               | 3                   |
| Horvátország (Billboard)                 | 9                   |
| Horvátország (HRT)                       | 27                  |
| Izland (Tónlistinn)                      | 9                   |
| Írország (IRMA)                          | 3                   |
| Japán (Billboard Japan)                  | 15                  |
| Kanada (Canadian Hot 100)                | 1                   |
| Lengyelország (Polish Streaming Top 100) | 3                   |
| Lettország (LAIPA)                       | 1                   |
| Litvánia (AGATA)                         | 1                   |
| Luxembourg (Billboard)                   | 2                   |
| Magyarország (Single Top 40)             | 2                   |
| Magyarország (Stream Top 40)             | 2                   |
| Németország (Media Control Charts)       | 4                   |
| Norvégia (VG-lista)                      | 9                   |
| Olaszország (FIMI)                       | 7                   |
| Portugália (AFP Top 100 Singles)         | 4                   |
| Románia (Billboard)                      | 15                  |
| Skócia (Scottish Singles Top 40)         | 46                  |
| Spanyolország (PROMUSICAE)               | 25                  |
| Svájc (Schweizer Hitparade)              | 3                   |
| Svédország (Sverigetopplistan)           | 3                   |
| Szingapúr (RIAS)                         | 8                   |
| Szlovákia (Singles Digitál Top 100)      | 2                   |
| US Billboard Hot 100                     | 1                   |
| US Adult Contemporary (Billboard)        | 16                  |
| US Holiday 100 (Billboard)               | 1                   |
| US Hot Country Songs (Billboard)         | 62                  |
| US Rolling Stone Top 100                 | 2                   |
| Új-Zéland (Recorded Music NZ)            | 1                   |
| Vietnám (Vietnam Hot 100)                | 92                  |

| Év   | Slágerlista                           | Pozíció |
| ---- | ------------------------------------- | ------- |
| 2020 | Magyarország (Stream Top 40)          | 77      |
| 2021 | Global 200 (Billboard)                | 169     |
| 2021 | Kanada (Canadian Hot 100)             | 98      |
| 2021 | Magyarország (Stream Top 40)          | 89      |
| 2021 | US Billboard Hot 100                  | 92      |
| 2022 | Egyesült Királyság (UK Singles Chart) | 75      |
| 2022 | Global 200 (Billboard)                | 155     |
| 2022 | Kanada (Canadian Hot 100)             | 98      |
| 2022 | Magyarország (Stream Top 40)          | 75      |
| 2022 | US Billboard Hot 100                  | 80      |
| 2023 | Egyesült Királyság (UK Singles Chart) | 67      |
| 2023 | Global 200 (Billboard)                | 146     |
| 2023 | Kanada (Canadian Hot 100)             | 63      |
| 2023 | Magyarország (Stream Top 40)          | 39      |
| 2023 | Svájc (Schweizer Hitparade)           | 96      |
| 2023 | US Billboard Hot 100                  | 60      |

## Minősítések
| Régió | Minősítés       | Eladott példányszám |
| --- | --------------- | ------------------- |
| Dánia (IFPI Danmark) | Platinalemez    | 90 000‡             |
| Egyesült Államok (RIAA)                                                                                                 | 5× Platinalemez | 5 000 000‡          |
| Egyesült Királyság (BPI)                                                                                                | 3× Platinalemez | 1 800 000‡          |
| Németország (BVMI) | Aranylemez      | 250 000‡            |
| Olaszország (FIMI) | Platinalemez    | 100 000‡            |
| Portugália (AFP) | Platinalemez    | 10 000‡             |
| Spanyolország (PROMUSICAE)                                                                                              | Aranylemez      | 25 000‡             |
| Új-Zéland (RMNZ) | 2× Platinalemez | 60 000‡             |
| Streaming |                 |                     |
| Görögország (IFPI Greece)                                                                                               | Platinalemez    | 2 000 000           |
| ‡ Eladási+streaming példányszámok kizárólag a minősítés alapján. † Csak streaming számok kizárólag a minősítés alapján. |                 |                     |

## Feldolgozások
- Kim Wilde és Mel Smith (1987)[74]
- Kacey Musgraves és Camila Cabello (2019)[75]
- Justin Bieber (2020)[76]